# Науменко Володимир Петрович
Володи́мир Петро́вич Нау́менко (нар. 29 липня 1954, Голінка) — український поет, журналіст. Головний редактор журналу «Березіль» (з 2000 року).

## Біографія
Народився 29 липня 1954 року в козацькому селі Голінка Бахмацького району Чернігівської області. Родина пережила Голодомор 1932—1933 років (дід та бабуся Здьори по лінії матері).
1976 року закінчив факультет журналістики Львівського державного університету імені Івана Франка. У 1976—1986 роках працював кореспондентом, завідувачем сектору культури газети «Соціалістична Харківщина» (тепер «Слобідський край»).

## Творчість
Автор поетичних збірок:
- «Вік пелюстки» (1989)
- «Заблудлі птахи» (1999)

Численні публікації у періодиці. Окремі твори перекладено російською та німецькою мовами.
Лауреат:
- Міжнародної літературної премії імені Миколи Гоголя «Тріумф» (2004)
- Премії імені Дмитра Нитченка (2014)
- «Золотої медалі української журналістики» — нагорода Національної спілки журналістів України (2009)

Із січня 2000 року — головний редактор журналу «Березіль» (до 1991 року виходив під назвою «Прапор»).
Співпрацює з провідними письменниками та поетами.

## Родина
Одружений. Має двох синів.